# White Manufacturing Company
White Manufacturing Company war ein US-amerikanischer Hersteller von Automobilen.

## Unternehmensgeschichte
N. H. White hatte bei Chadwick Engineering Works in Pottstown in Pennsylvania Erfahrungen im Automobilbau gesammelt. Er gründete 1914 sein eigenes Unternehmen in Waterloo in Iowa. Er begann mit der Produktion von Automobilen. Der Markenname lautete zunächst White.
Im gleichen Jahr zog er zurück nach Pottstown. Dort setzte er die Produktion fort. Die Fahrzeuge wurden nun WG genannt. Noch 
1914 endete die Produktion. Insgesamt entstanden nur wenige Fahrzeuge.

## Fahrzeuge
Im Angebot stand nur ein Modell. Es wurde als Cyclecar bezeichnet. Allerdings ist unklar, ob es die Kriterien erfüllte. Es ähnelten vielen Konkurrenzmodellen. Es hatte einen V2-Motor mit Luftkühlung. Die Motorleistung wurde über ein Friktionsgetriebe und eine Kette an die Hinterachse übertragen. Das Fahrgestell hatte 244 cm Radstand und 102 cm Spurweite. Das Fahrzeug war als Roadster karosseriert. Er bot Platz für zwei Personen nebeneinander. Der Neupreis des WG betrug 375 US-Dollar.